# فيراري 330

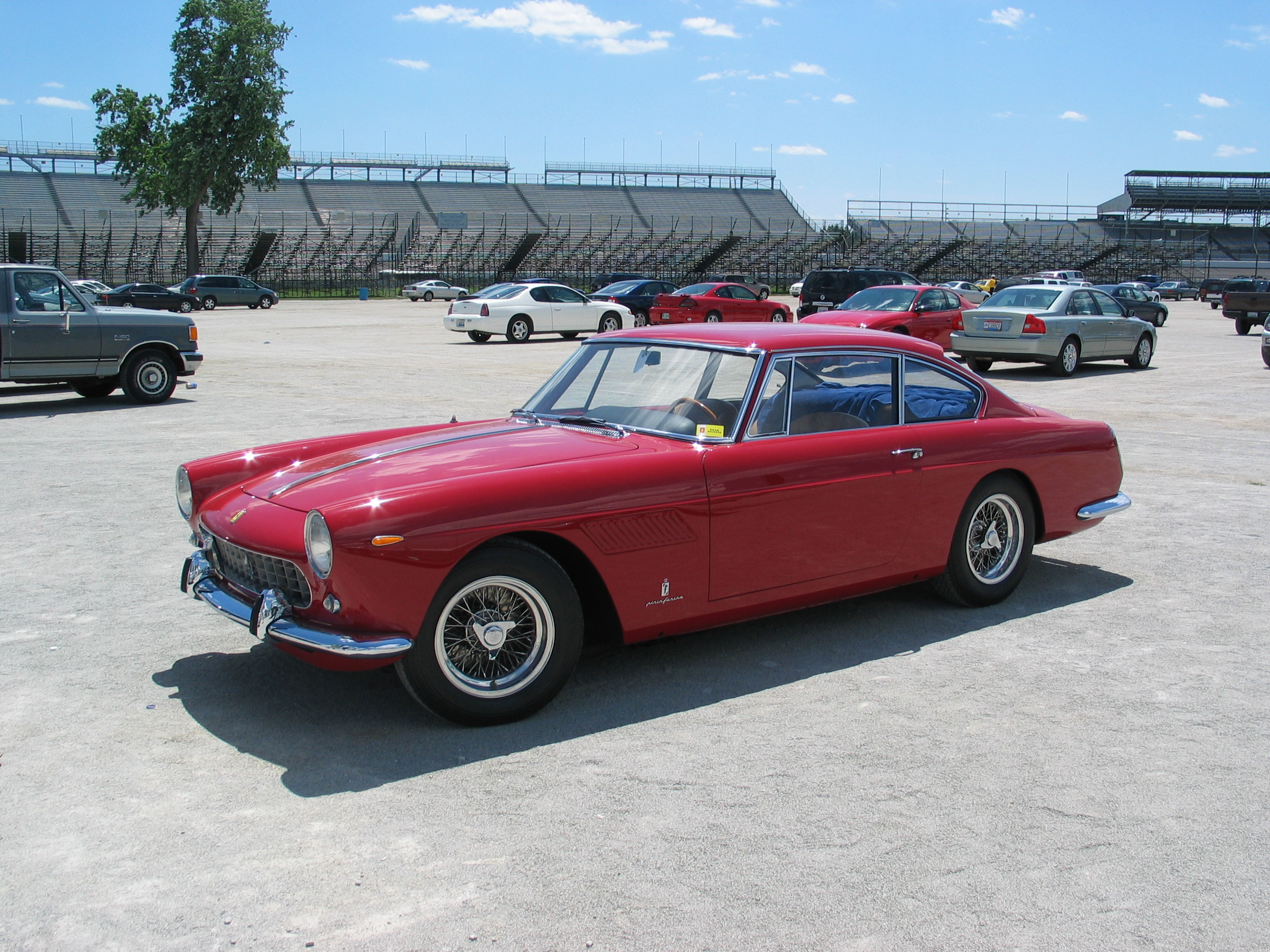
سيارة فيراري 330 أميركا

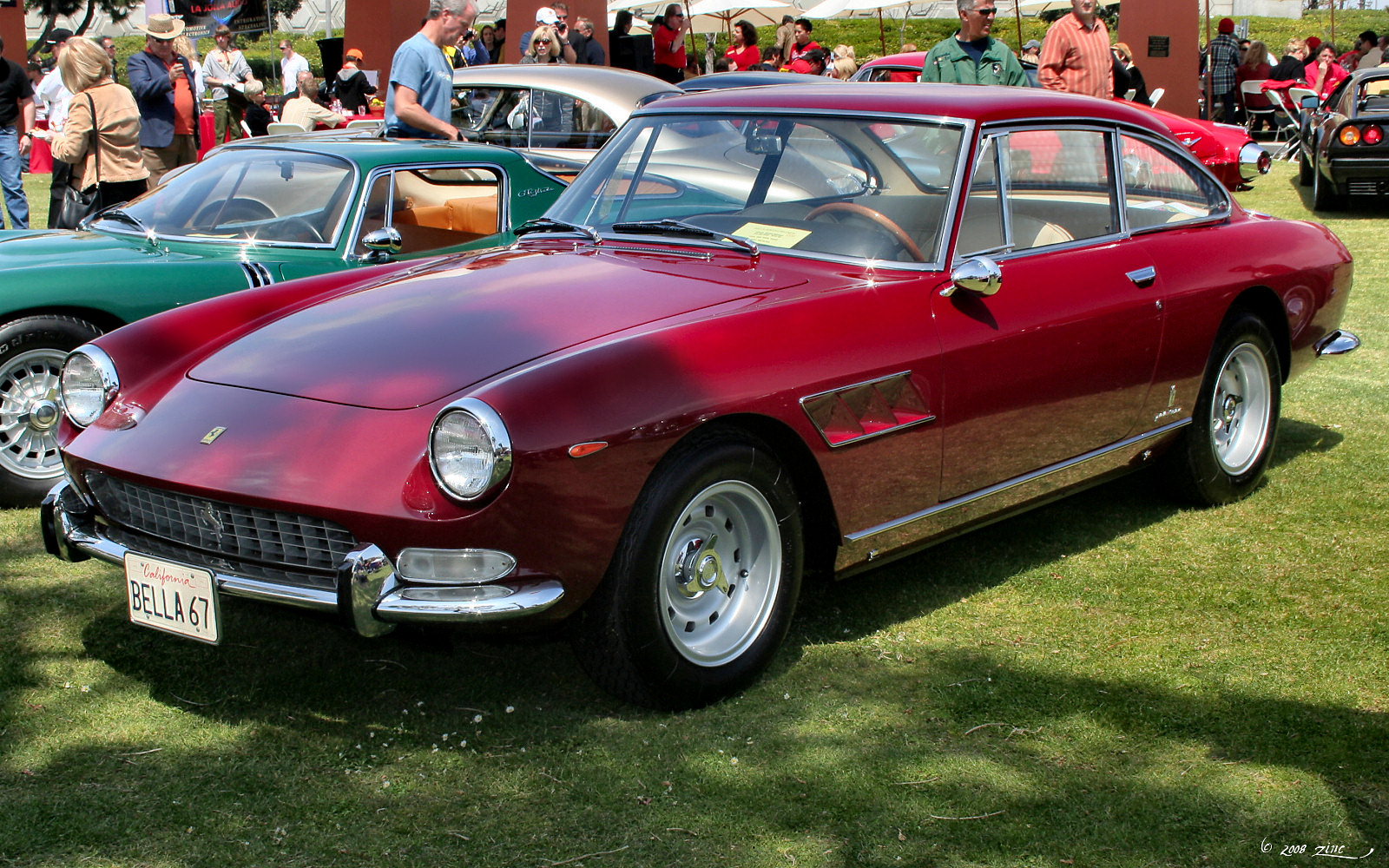
فيراري 330 جي تي 2+2

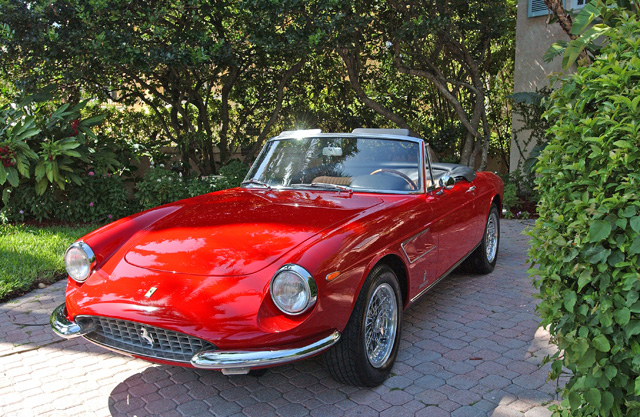
سيارة فيراري 330 جي تي إس

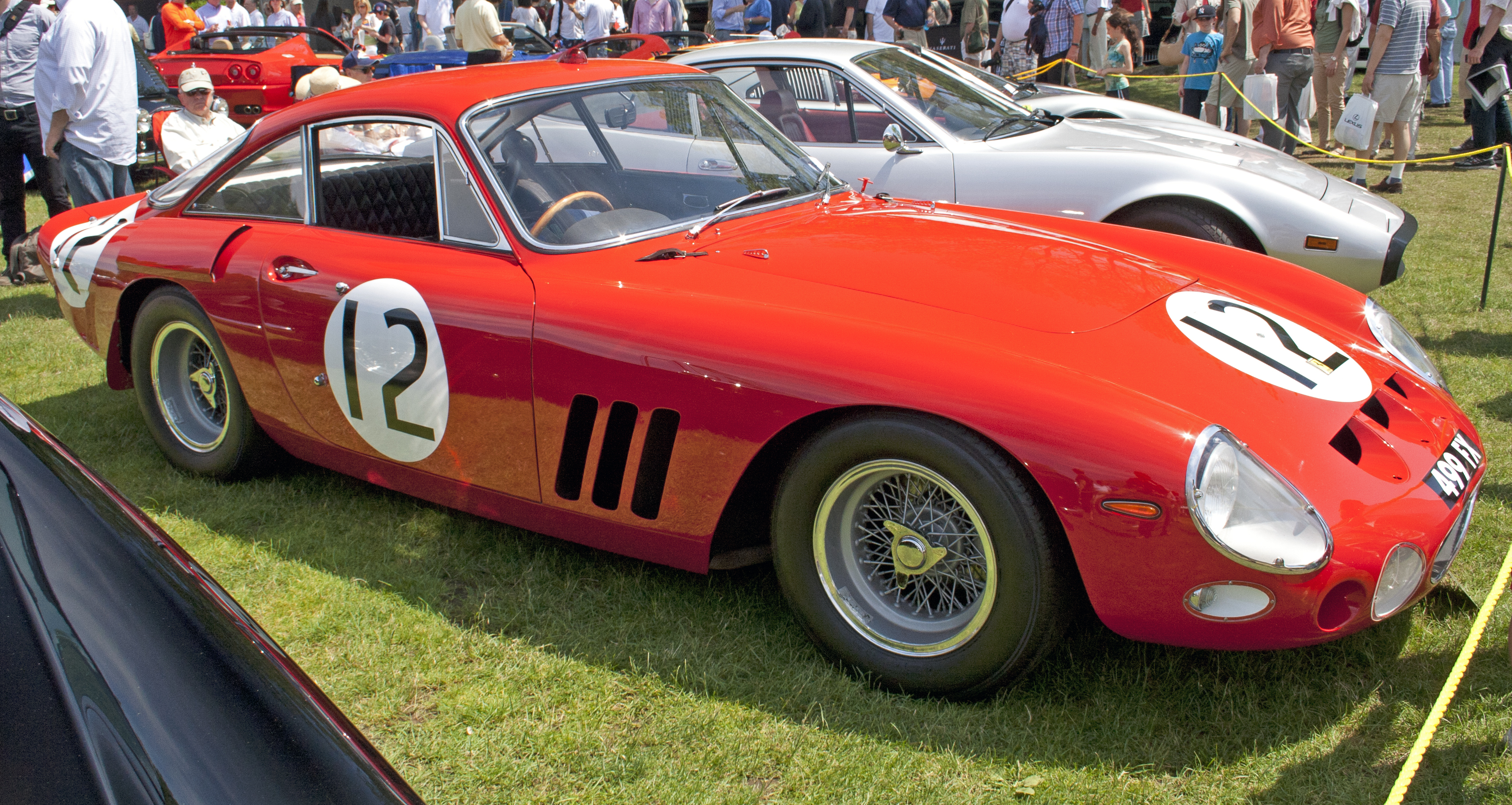
فيراري 330 إل إم بي

فيراري 330 (بالإيطالية: Ferrari 330)‏ ، هي نموذج لصناعة السيارات الرياضية التابعة للشركة الصانعة فيراري في إيطاليا، وتكون في الغالب فئتان، وهما فئة السيارة الرياضية وفئة السيارة السياحية، ووقعت في فترة الستينات من القرن العشرين، أي من عام 1963 إلى 1968م.

## أنواع سيارات فيراري 330
تتكون أنواع سيارات فيراري 330 من خمسة أنواع، وهي :

### 330 أميركا
أنتجت سيارة 330 أميركا نحو 50 سيارة عام 1963.

### 330 جي تي 2+2
أنتجت السيارة نحو 1099 سيارة، وذلك من عام 1964 إلى 1967م.

### 330 جي تي سي/جي تي إس
أنتجت السيارة حسب النوع، ففي سيارة 330 جي تي سي أنتجت نحو 598 سيارة، وأما 330 جي تي إس فلم تتجاوز 100 سيارة، وذلك مابين عام 1966 وعام 1968.

### 330 إل إم بي
ظهرت سيارة 330 إل إم بي الرياضية عام 1962م.

### 330 بي
ظهرت سيارة 330 بي في فترة الستينات من القرن العشرين، وتستخدم للمنافسة في سباق السيارات.

## معرض صور

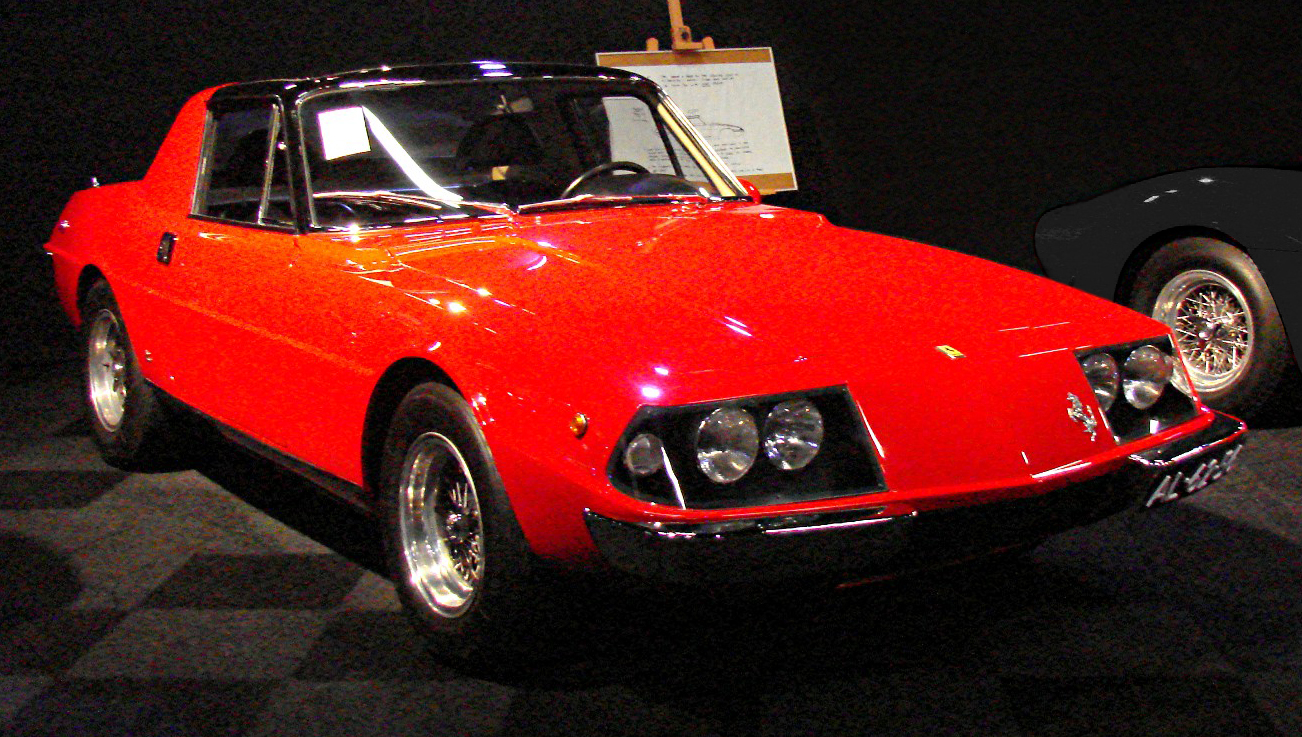
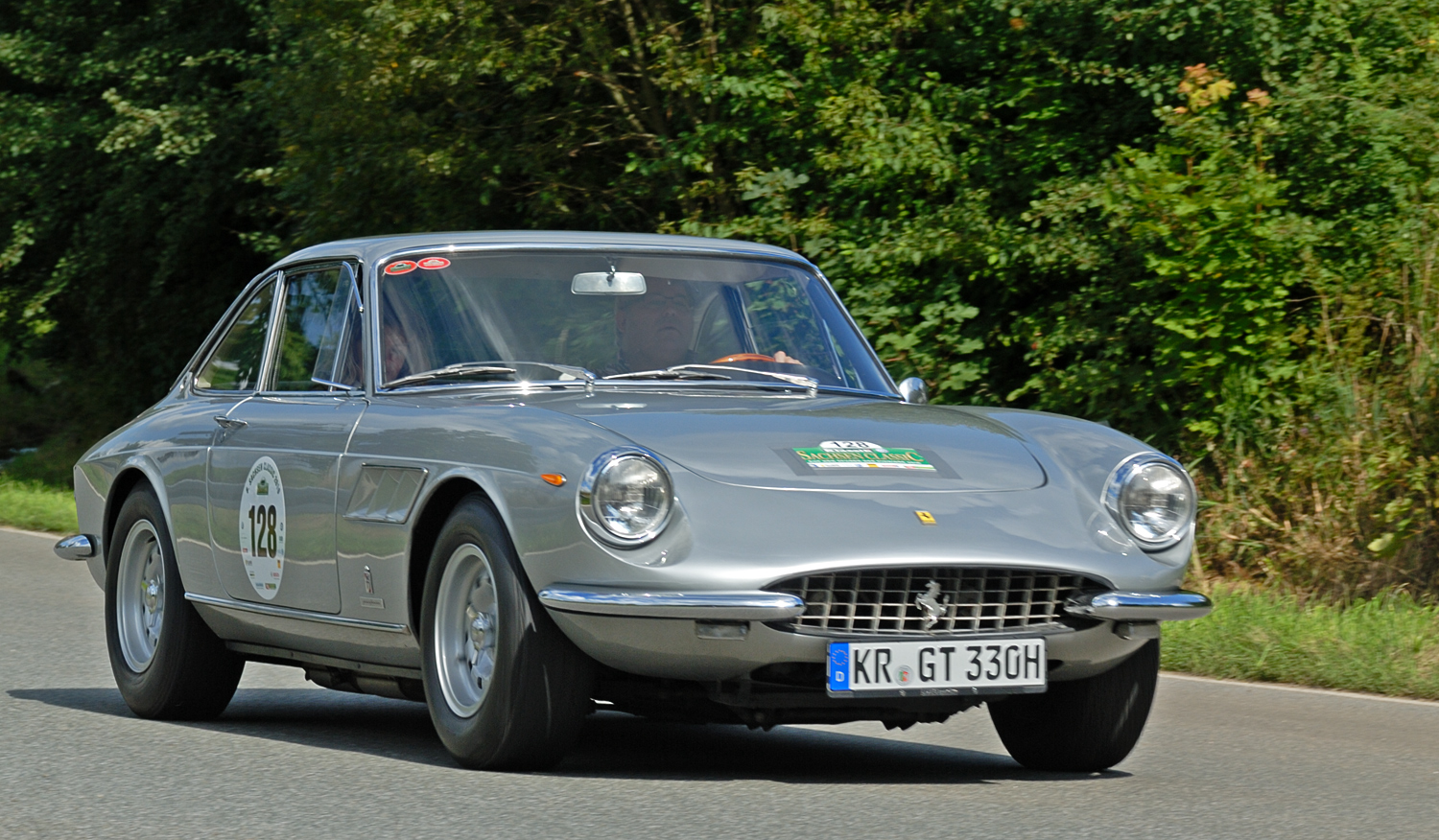
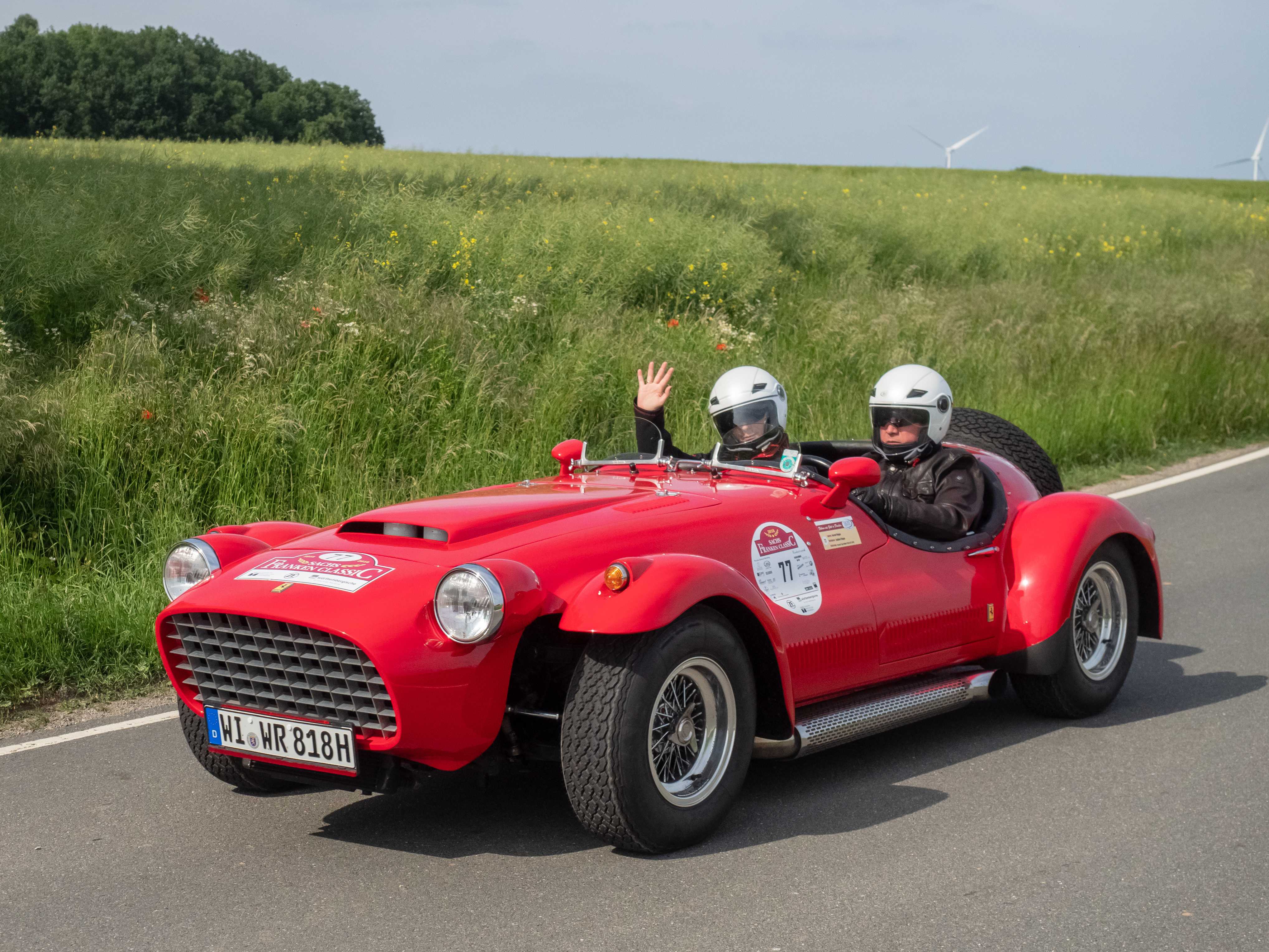